# La Massana
La Massana este una dintre cele 7 parohii ale Andorrei. 